# This Present Wasteland
A This Present Wasteland az amerikai Metal Church együttes 2008-ban megjelent, utolsó nagylemeze. Az albumon új gitáros mutatkozott be Rick Van Zandt személyében.

## Számlista
1. "The Company Of Sorrow" – 6:36
2. "The Perfect Crime" – 4:35
3. "Deeds Of A Dead Soul" – 8:27
4. "Meet Your Maker" – 5:34
5. "Monster" – 6:25
6. "Crawling To The Extinction" – 4:10
7. "A War Never Won" – 5:33
8. "Mass Histeria" – 4:42
9. "Breathe Again" – 5:24
10. "Congreagtion" – 5:52

## Közreműködők
- Ronny Munroe – ének
- Kurdt Vanderhoof – gitár
- Rick Van Zandt – gitár
- Steve Unger – basszusgitár
- Jeff Plate – dob

## Külső hivatkozás
- Track Samples[halott link]